# Monocarpia
Monocarpia Miq. – rodzaj roślin z rodziny flaszowcowatych (Annonaceae Juss.). Według The Plant List w obrębie tego rodzaju znajdują się 3 gatunki. Występują one naturalnie w klimacie równikowym Azji Południowo-Wschodniej. Gatunkiem typowym jest M. euneura Miq.

## Morfologia
PokrójZimozielone drzewa lub krzewy.
LiścieDwurzędowe, pojedyncze, całobrzegie.
KwiatyPromieniste, obupłciowe, pojedyncze lub zebrane po 2–3 w pęczki, rozwijają się w kątach pędów. Mają 3 działki kielicha, nie nakładają się na siebie, są mniej lub bardziej zrośnięte u podstawy. Płatków jest 6, ułożonych w dwóch okółkach, nienakładające się na siebie, są mniej lub bardziej nachylone ku sobie, z czasem stają się mniej lub bardziej zdrewniałe, zewnętrzne są większe od wewnętrznych. Kwiaty mają liczne Pręciki z pylnikami otwierającymi się na zewnątrz. Zalążnia górna, składająca się z wolnych, mniej lub bardziej licznych owocolistków.

## Systematyka
Pozycja według APweb (aktualizowany system APG III z 2009)
Rodzaj wraz z całą rodziną flaszowcowatych w ramach rzędu magnoliowców wchodzi w skład jednej ze starszych linii rozwojowych okrytonasiennych określanych jako klad magnoliowych.
Lista gatunków
| - Monocarpia borneensis Mols & Kessler - Monocarpia euneura Miq. - Monocarpia kalimantanensis P.J.A.Kessler |